# ТЕС Сент-Луї
ТЕС Сент-Луї — теплова електростанція на острові Маврикій, у південній частині його столиці Порт-Луї.
Майданчик Сент-Луї став першим місцем розміщення генеруючих потужностей у столиці острівної країни. Починаючи ще з 1954 року, тут працювали дизель-генератори, що використовували в своїй роботі нафтопродукти. У 1978—1981 роках на цій ТЕС встановили шість установок виробництва компанії Pielstick типу PC 3 потужністю по 11,9 МВт (разом 71,4 МВт), які через знос станом на 2014-й могли видавати лише по 5 МВт.
А в 2006-му станцію підсилили трьома генераторами фінської компанії Wartsila типу 16V46 потужністю по 13,8 МВт. У 2016—2017 роках той же виробник постачив чотири генератори потужністю загальною потужністю 67 МВт, що дасть змогу вивести з експлуатації застаріле обладнання.